# Live in Jurunas
Live in Jurunas é o primeiro DVD musical da carreira solo da cantora brasileira Gaby Amarantos, dirigido por Priscilla Brasil e Vincent Moon.
O DVD foi gravado no bairro onde a cantora foi criada, no Jurunas, em Belém do Pará.